# 노던케이프주

노던케이프 주의 위치

노던케이프주(영어: Northern Cape Province, 츠와나어: Porofense ya Kapa Bokone, 아프리칸스어: Provinsie Noord-Kaap)는 남아프리카 공화국의 위치한 주로, 주도는 동쪽 끝에 위치한 킴벌리이다. 1994년에 케이프주에서 분리되어 신설되었으며, 북부에서 나미비아와 보츠와나에 접경한다.
면적은 361,830 km2로 남아프리카 공화국 내에서 가장 넓으나, 인구는 2011년 기준 1,145,861명으로 가장 적다. 인구밀도는 역시 3.1명/km2으로 남아공 내 최저 수준이며, 마을 간에 평균 거리가 크고 국립공원이 여럿 펼쳐져 있다.

## 지리
서부는 나미비아까지 펼쳐진 척박한 건조 지대 나마콰랜드, 남부는 건조한 카루 고원, 그리고 북부 접경지역은 칼라하리 사막의 일부이다. 최고 고도는 2,156 m다. 오렌지강이 주를 가로지르며 강 유역에 위치한 어핑턴에서는 포도 재배도 이루어진다. 과거 코이산 제어를 사용하는 원주민들이 사막 지대에서 수렵 채집 사회를 이루고 살았으나 오늘날 대부분이 정체성을 잃었다.

## 인구

### 인종
2011년 인구조사 기준으로, 흑인이 50.4%, 컬러드가 40.3%, 백인이 7.1%, 인도인/아시아인이 1.7%이다.

### 언어

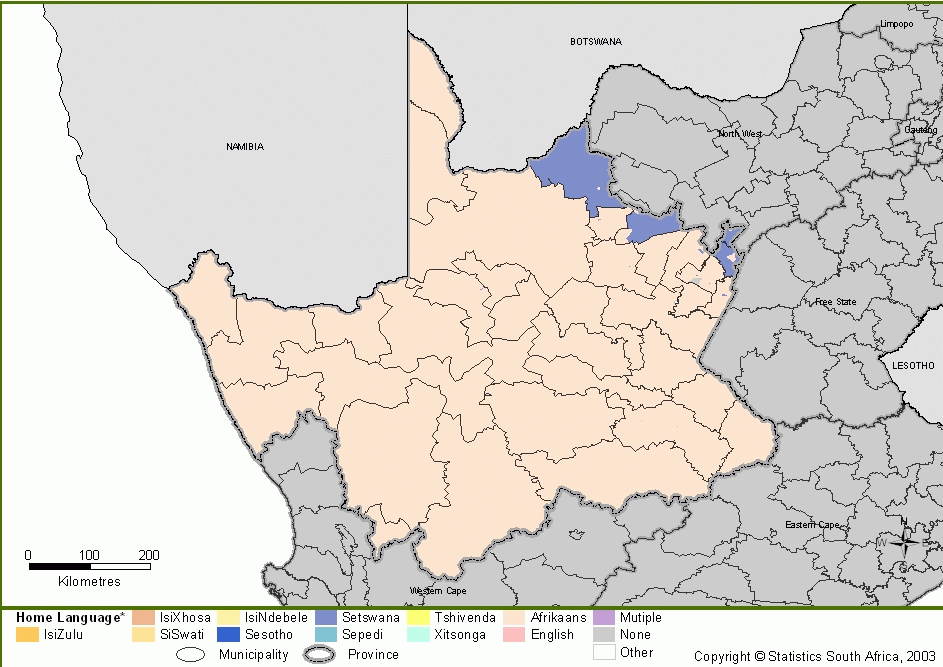
노던케이프 주의 언어

대부분 아프리칸스어(사용인구 68%)가 쓰이나 츠와나어(사용인구 20.8%)도 노스웨스트 주와 인접한 북동부를 중심으로 많이 쓰인다. 이외에 코사어와 영어 사용자도 분포한다.

## 지역 구분
5개 행정구(District)와 27개 지방 자치체(Local municipality)가 있다.
- 나마콰 행정구(Namakwa District)
  - Richtersveld
  - Nama Khoi
  - Kamiesberg
  - Hantam
  - Karoo Hoogland
  - Khâi-Ma
- 픽슬리 카 세메 행정구 (Pixley ka Seme District)
  - Ubuntu
  - Umsobomvu
  - Emthanjeni
  - Kareeberg
  - Renosterberg
  - Thembelihle
  - Siyathemba
  - Siyancuma
- ZF 음카우 행정구 (ZF Mgcawu District)
  - Mier
  - Kai !Garib
  - //Khara Hais
  - !Kheis
  - Tsantsabane
  - Kgatelopele
- 프란서스 바르트 자치구 (Frances Baard District)
  - Sol Plaatje
  - Dikgatlong
  - Magareng
  - Phokwane
- 존 타올로 가에체웨 행정구 (John Taolo Gaetsewe District)
  - Moshaweng
  - Ga-Segonyana
  - Gamagara